# Tillandsia dichrophylla
Tillandsia dichrophylla är en gräsväxtart som beskrevs av Lyman Bradford Smith. Tillandsia dichrophylla ingår i släktet Tillandsia och familjen Bromeliaceae. Inga underarter finns listade i Catalogue of Life.